# Myctophum selenops
Myctophum selenops är en fiskart som beskrevs av Tåning 1928. Myctophum selenops ingår i släktet Myctophum och familjen prickfiskar. Inga underarter finns listade i Catalogue of Life.